# Учжи
Учжи́ (кит. упр. 武陟, пиньинь Wǔzhì) — уезд городского округа Цзяоцзо провинции Хэнань (КНР).

## История
Когда царство Цинь создало первую в истории Китая централизованную империю, то в 221 году до н. э. в этих местах был создан уезд Хуайсянь (怀县). В 219 году до н. э. был создан уезд Удэ (武德县). При империи Хань на стыке уездов Удэ и Вэньсянь был создан уезд Пингао (平皋县). При империи Цзинь в 308 году уезд Удэ был присоединён к уезду Сюу.
При империи Северная Ци в 556 году уезд Пингао был присоединён к уезду Чжоусянь (州县). При империи Суй в 596 году южная часть уезда Сюу была выделена в уезд Учжи. В 598 году уезд Чжоусянь был переименован в Синцю (邢邱县), а в 605 году — в Аньчан (安昌县). В 606 году уезд Учжи был присоединён к уезду Сюу, а уезд Хуайсянь — к уезду Аньчан.
При империи Тан в 619 году был вновь создан уезд Хуайсянь. В 620 году уезд Аньчан был переименован в Удэ. В 621 году был вновь создан уезд Учжи. В 627 году уезд Хуайсянь был присоединён к уезду Учжи.
При империи Сун в 1073 году уезд Удэ был присоединён к уезду Хэнэй (河内县), а уезд Сюу — к уезду Учжи. В 1086 году уезд Сюу был воссоздан.
После победы в гражданской войне коммунистами была в августе 1949 года создана провинция Пинъюань, и эти места вошли в состав созданного одновременно Специального района Синьсян (新乡专区) провинции Пинъюань. 30 ноября 1952 года провинция Пинъюань была расформирована, и Специальный район Синьсян перешёл в состав провинции Хэнань. В 1967 году Специальный район Синьсян был переименован в округ Синьсян (新乡地区). В 1986 году уезд вошёл в состав городского округа Цзяоцзо.

## Административное деление
Уезд делится на 7 посёлков и 7 волостей.